# Pave Metličić
Pave Metličić (Kaštel Novi, 21. veljače 1896. – 22. svibnja 1925.) bio je hrvatski slikar iz Kaštel Novoga.

## Životopis
Pave Metličić je rođen 21. veljače godine 1896. u Kaštel Novome, kao šesto dijete od ukupno sedmero djece u obitelji. Kršten je četiri dana po rođenju u župskoj crkvi sv. Petra apostola u Kaštel Novome. Odrastao je u kaštelanskoj težačkoj obitelji. Mati mu je bila Ivanica iz obitelji Kuzmanić, također iz Kaštel Novog, a rodila ga je u 40. godini života. Otac mu je bio Frane Metličić, težak. Imao je trojicu starije braće: Petra, Antona i Ivana, te tri sestre Anu, Katu i Filipinu. Umjetničke sklonosti pokazivao je još u dječačkoj dobi. Otac Frane je umro iste godine kada je Pave krenuo na studij slikarstva u Zagreb 1921., a mati dvije godine ranije.
Godine 1920/21. pohađao je Graditeljsku, zanatlijsku i umjetničku školu na tadašnjem odsjeku u Splitu. Figuralno i dekorativno crtanje mu je predavao veliki splitski slikar Emanuel Vidović. U dobi od 25 godina upisuje prvu godinu na tadašnjoj akademiji za umjetnost i umjetni obrt u Zagrebu. Iste godine upisao je Akademiju i Milan Tolić s kojim je Metličić prijateljevao. Pave je bio i glazbeno nadaren, svirao je violinu. Peti, šesti i sedmi semestar Pave je bio u slikarskoj klasi kod Joze Kljakovića.
Skončao je od posljedica upale pluća, 22. svibnja, godine 1925. Tada je bio studirao na četvrtoj godini tadašnje Kraljevske akademije za umjetnost i obrt u Zagrebu.
On je bio čestit mladić u svakom pogledu, marljiv kao pčela, a čedan ko golubica!
Živio je isključivo o umjetnosti. (Država,god.II,br.113,1925.)